# Nelle pieghe del tempo
Nelle pieghe del tempo (A Wrinkle in Time) è un romanzo science fantasy per ragazzi di Madeleine L'Engle, scritto tra il 1959 e il 1960 e pubblicato nel 1963, dopo essere stato respinto da almeno 26 editori perché era, secondo la stessa L'Engle, "troppo diverso". Il libro vinse i premi Newbery Medal, Sequoyah Book Award e Lewis Carroll Shelf Award, e fu candidato all'Hans Christian Andersen Award. Questo è il primo di una serie di otto libri sulle famiglie Murry e O'Keefe.
Dal romanzo è stato liberamente tratto un adattamento televisivo del 2003, Viaggio nel mondo che non c'è (A Wrinkle in Time).

## Trama
Meg Murry, una ragazza di quattordici anni, è considerata dai suoi coetanei e dai suoi insegnanti irascibile e stupida: a scuola non si inserisce bene. La sua famiglia, che riconosce i suoi problemi come una mancanza di maturità emozionale, la considera però anche capace di grandi cose. Il padre Alexander, (scomparso misteriosamente) è uno scienziato, così come la bellissima madre Katherine con la quale Meg vive, insieme ai fratelli: i gemelli atleti Sandy e Dennys, di dieci anni, e Charles Wallace (un super genio in erba) di cinque .
Il libro inizia con la famosa frase Era una notte buia e tempestosa (un'allusione alle parole di apertura del romanzo Paul Clifford, scritto da Edward Bulwer-Lytton nel 1830). Dopo un'altra brutta giornata di scuola, non riuscendo a dormire, Meg si ritrova con il fratello Charles e la madre in cucina a bere latte. Vedono nel cortile una strana vecchia signora che sembra essersi persa, la fanno entrare per scaldarsi perché nevica: conoscono così la signora Cosè, una donna eccentrica, venuta ad abitare da poco in una casa vicina, della quale Charles aveva già fatto conoscenza. Dopo essersi asciugata i piedi e dopo aver fatto uno spuntino di mezzanotte con Charles, Meg e la loro madre, la signora Cosè inizia a dire ad una già perplessa Katherine Murry che "esiste davvero una cosa tipo il tesseratto". Subito dopo, Meg e Charles incontrano un ragazzo di nome Calvin O'Keefe, anche lui dotato di un'intelligenza molto pronta e sveglia: è un ragazzo di ceto sociale elevato che, sebbene sia uno stereotipo del "grande ragazzo del campus", risulta entusiasta di unirsi ai ragazzi per incontrare la signora Cosè e le sue ugualmente eccentriche amiche, la signora Chi e la signora Quale.
Cosè, Chi e Quale risultano essere creature trascendentali che trasportano Meg, Charles Wallace e Calvin per le galassie con il tesseratto, che viene definito come uno strumento in grado di "piegare" il tessuto dello spazio e del tempo. Le tre signore rivelano ai ragazzi che la galassia sta per essere conquistata da una nuvola oscura, che è la  manifestazione visibile del male. Il padre scomparso di Meg stava lavorando a un progetto segreto del governo con lo scopo di ottenere un sistema per viaggiare più veloce della luce attraverso il tesseratto, quando accidentalmente è finito su Camazotz, un pianeta alieno che sta all'interno della nuvola del male. I ragazzi scoprono anche che la Terra è parzialmente coperta dall'oscurità, sebbene grandi figure religiose, filosofi, artisti stiano combattendo contro di essa. Oltre a ciò, si scopre che la signora Cosè era una stella che ha smesso di essere tale per salvare la Terra dal controllo dell'oscurità. I ragazzi giungono a Camazotz e salvano il padre di Meg che è stato imprigionato da un malvagio cervello senza corpo con potenti poteri telepatici, che gli abitanti di Camazotz chiamano LUI. Charles Wallace è mentalmente chiamato da LUI, ed è lasciato indietro quando gli altri scappano facendo un tesseratto attraverso la Cosa Nera. A questo punto, arrivano su di un pianeta abitato da bestie prive della vista, ma dotate di intelligenza. Dopo un breve periodo di recupero, Meg viene rimandata su Camazotz da sola, essendole stato detto che è l'unica ad avere il potere per salvare Charles Wallace. Confrontandosi con LUI, Meg si rende conto che può liberare suo fratello solo amandolo intensamente, perché l'amore è un'emozione che LUI, nella sua malvagità, non può capire, così Charles Wallace viene liberato e tutti ritornano sulla Terra.

## Personaggi

### Personaggi umani
- Margaret "Meg" Murry è la figlia maggiore degli scienziati Alex e Kate Murry. È molto brava in matematica, ma molto meno esperta nelle altre materie scolastiche. Meg è goffa, impopolare e sempre sulla difensiva con le figure autoritarie così come con i suoi coetanei. Ama la sua famiglia, specialmente suo fratello Charles Wallace, e desidera ardentemente che suo padre torni a casa. Come molte altre quattordicenni, Meg è infelice per il suo aspetto fisico, specialmente per i suoi capelli ribelli dal color marrone-topo, per l'apparecchio e per gli occhiali; si considera un "mostro" in confronto a sua madre. Presentata fin dalla prima pagina, è la protagonista del racconto.
- Charles Wallace Murry è il più giovane figlio dei Murry, avendo cinque anni. Fino all'età di quattro anni non ha parlato con nessuno, e, da quando ha incominciato a farlo, formula frasi complete solo con i suoi familiari. Charles sa "leggere" empaticamente o telepaticamente i pensieri e i sentimenti della gente, ed ha uno straordinario vocabolario linguistico.
- Calvin O'Keefe è il terzo figlio maggiore degli undici di Paddy e Branwen O'Keefe. È un ragazzo di quattordici anni, alto, magro e con i capelli rossi, che gioca nella squadra di basket della sua scuola. Trascurato dalla sua famiglia, Calvin entra pieno di gioia nella vita della famiglia Murry.  Mostra con alcuni segnali di esser in grado di comunicare telepaticamente, una tecnica che nei libri seguenti viene chiamata Kything (rendere visibile): è una sorta di comunicazione senza parole, da una mente all'altra, in cui una persona in essenza quasi diventa un'altra, vedendo attraverso gli occhi dell'altro e sentendo attraverso i sensi dell'altro; in una sorta di incastro di menti due persone conoscono il significato di ciò che l'altro gli dice, distinguendo cose come parole e immagini. Calvin compare nel secondo capitolo.

### Personaggi immortali
- La Signora Cosè è descritta inizialmente come un'anziana donna avviluppata in strati di vestiti. Charles Wallace la trova in una casa infestata in un bosco, dove vive con le sue due amiche, la signora Chi e la signora Quale. La signora Cosè è la più giovane delle tre e quella che riesce ad interagire meglio con i ragazzi. Nel capitolo quattro, il gruppo di Charles Wallace, Calvin e Meg è testimone della trasformazione fisica della signora Cosè in un essere alato simile ad un centauro, sul pianeta Uriel. La Signora Cosè si rivela anche esser stata una stella che si è sacrificata, diventando una nova, per distruggere una parte della Cosa Nera. Appare nel primo capitolo.
- La Signora Chi è descritta come una signora paffuta con occhiali davvero molto grandi. Fa citazioni in latino, spagnolo, tedesco, francese, portoghese e greco. Cita ripetutamente anche William Shakespeare. La Signora Cosè spiega che la Signora Chi è "difficile da spiegare" con le proprie parole. Compare per la prima volta nel secondo capitolo.
- La Signora Quale è la più anziana delle tre signore e la più autorevole, sebbene interagisca meno di quanto fanno le signore Chi e Cosè con i ragazzi. Normalmente è vista più piccola di un luccicare della luce. La signora Quale si materializza raramente in maniera completa, ma in una forma umana indossa una toga nera e un cappello con visiera. Trova difficoltoso pensarsi come un essere corporeo. Nel capitolo cinque accidentalmente porta Charles, Meg e Calvin in un mondo a due dimensioni. Compare nel secondo capitolo.

### Personaggi secondari
- Alexander "Alex" Murry è un astrofisico che ricerca i misteri del continuo spazio-tempo, specificamente un mezzo di trasporto a cinque dimensioni tra pianeti. È il padre di Meg, Sandy, Dennys e Charles Wallace. All'inizio del romanzo è scomparso già da un po' di tempo; nemmeno i suoi colleghi del governo sanno dov'è. Appare per la prima volta in un flashback nel primo capitolo.
- Katherine "Kate" Murry è una microbiologa, moglie di Alexander Murry e madre di Meg, Sandy, Dennys e Charles Wallace. Considerata molto bella dai suoi figli e da tutti gli altri, ha i capelli rosso-fuoco e occhi viola. Il suo aspetto fisico e i suoi risultati accademici e scientifici generano in Meg alcuni complessi di inferiorità. È presentata nel primo capitolo.
- Alexander "Sandy" Murry e Dionysus "Dennys" Murry sono gemelli, figli di mezzo della famiglia Murry. Hanno dieci anni. Sebbene siano certamente intelligenti, Sandy e Dennys vengono considerati i ragazzi "normali" della famiglia: bravi nello studio e nello sport, e abbastanza bravi nel fare amicizia con i loro coetanei. Dei due, Sandy è il leader e il più pragmatico, mentre Dennys è leggermente meno scettico di suo fratello riguardo alle strane teorie e avventure di Meg e Charles Wallace. Appaiono nel primo capitolo.

## Luoghi
Le prime scene del romanzo hanno luogo in un piccolo centro abitato dal nome ignoto che l'ultimo libro della saga (An Acceptable Time) localizza nel Connecticut. La fattoria dei Murry ha quasi duecento anni, e si trova nelle vicinanze di un osservatorio astronomico.
Meg, Calvin e Charles Wallace viaggiano per altri pianeti; quelli di cui vengono dati i nomi includono i seguenti:
- Camazotz – Un pianeta dell'estremo in cui vengono fatte rispettare le regole conformando i suoi abitanti, governato da un cervello senza corpo chiamato LUI. Camazotz è simile alla Terra, con alberi famigliari come le betulle, pini e aceri, una collina sulla quale arrivano i ragazzi ed una città con ciminiere. L'orrore del posto nasce dalla sua ordinaria apparenza duplicata all'infinito. Così, le case sono "tutte perfettamente identiche, dei cubetti dipinti di grigio"; questa caratterizzazione è stata paragonata con lo sviluppo delle case del dopoguerra di Levittown in Pennsylvania. Le persone che vivono nelle case sono descritte in un modo simile, con "figure di madri" che "tutte davano l'impressione di essere le stesse".
- Ixchel – Un pianeta dai colori smorzati, abitato da grandi creature tentacolari e prive della vista. Ixchel orbita intorno alla stessa stella di Camazotz.
- Uriel – Un pianeta con montagne estremamente alte, chiamato così in riferimento all'Arcangelo Uriel. Uriel è abitato da creature che somigliano a centauri alati. È il terzo pianeta di Starmark nella nebulosa a spirale Messier 101.

Si fermano anche per un breve periodo su un pianeta bidimensionale senza nome nella Cintura di Orione, il secondo dove ha la casa la Medium Felice.

## Adattamenti
- Nel 2003 la Disney ha realizzato un adattamento televisivo dal titolo Viaggio nel mondo che non c'è, diretto da John Kent Harrison e sceneggiato da Susan Shilliday, che presenta molte e significative differenze rispetto al romanzo.
- Nel 2016 la Disney ha annunciato la produzione di un adattamento cinematografico dal titolo Nelle pieghe del tempo diretto da Ava DuVernay, uscito nelle sale italiane il 29 marzo 2018.

## Edizioni
- Nelle pieghe del tempo / I gioielli di Aptor, Editrice Il Picchio (Raccolta "Spazio 2000" #20), 1981[1]
- Madeleine L'Engle, Nelle pieghe del tempo, traduzione di Silvia Dallegro, Bompiani, 1994, ISBN 8845222373.
- Madeleine L'Engle, Nelle pieghe del tempo, traduzione di Silvia Dallegro, Bompiani, 1998, ISBN 8845238563.
- Madeleine L'Engle, Nelle pieghe del tempo, traduzione di Sara Reggiani, Giunti, 2012, ISBN 9788809774001.